# Alicia Esquivel
Ángela Alicia Esquivel Rodríguez (Montevideo, 13 de septiembre de 1949) es una médica pediatra, política, defensora de los derechos de las personas afrodescendientes y militante feminista uruguaya.

## Trayectoria
Doctora en Medicina especializada en Pediatría, es egresada de la Universidad de la República y magíster en Políticas Públicas y Género por FLACSO Uruguay. Es médica homeópata, formada en varios niveles, posee un máster de la Asociación Médica Homeopática Argentina (A.M.H.A.). Durante dos períodos fue presidenta de la Asociación de Medicina Homeopática del Uruguay (1992 a 1994 y 1994 a 1996).
Comenzó su militancia siendo adolescente en la Organización Mundo Afro, luego se sumó a UAFRO (Universitarios/as y Técnicos/as Afrouruguayos/as), donde fue presidenta en 2001, y fue una de las fundadoras de Diálogo Político de Mujeres Afrouruguayas. Como militante, fue parte de la Asociación de Estudiantes de Medicina y de la Asociación de Docentes de la Facultad de Medicina. A la salida de la dictadura, participó en la refundación del Sindicato Médico del Uruguay, donde integró varias comisiones.
En diciembre de 2006 fue nombrada integrante de la Comisión Honoraria contra el Racismo, la Xenofobia y cualquier otro tipo de discriminación del Ministerio de Educación y Cultura. En junio de 2010 asumió como directora del Departamento de las Mujeres Afrodescendientes, área dependiente del Instituto Nacional de las Mujeres del MIDES, cargo que ocupó hasta el año 2014.
En febrero de 2011, viajó a la sede de ONU en Ginebra para presentar un informe ante el Comité para la Eliminación de la Discriminación Racial. También ha participado de la Comisión Honoraria contra el Racismo, la Xenofobia y toda otra forma de Discriminación, organismo conformado por representantes de entidades públicas y asociaciones civiles de Uruguay, con el objetivo de proponer políticas nacionales y medidas concretas para prevenir toda forma de discriminación.
Militante del Frente Amplio, en las elecciones generales de 2019 encabezó la lista 1983738 «Futuro Cierto-Fuerza Renovadora» a la Cámara de Diputados de la alianza entre los partidos Marea Progresista y Alianza Progresista. También fue parte del equipo asesor en derechos humanos del candidato presidencial Daniel Martínez.
Esquivel coordina la Unidad Temática de las Ciudadanas Frenteamplistas, que actualmente trabaja en un protocolo para abordar situaciones de violencia política hacia las mujeres. Sobre el protocolo, explicó: 

Lo que busca el protocolo es tipificar las acciones de violencia política contra las mujeres, en qué ámbitos se realizan y hasta dónde llegan si es que tienen un límite. Tenemos que trabajar en la prevención de una violencia que está muy naturalizada y establecer sanciones para quienes la ejerzan, que van a ir desde el llamado de atención hasta la expulsión de la fuerza política.

## Premios
- Artigas a la Mujer Uruguaya, otorgado por la Asociación Cultural Uruguay, 2006.
- Mujer del año Rubro Académico, otorgado por Juan Herrera Producciones, 2006
- Premio Amanda Rorra, otorgado por el Instituto Nacional de la Mujer y la Secretaría de las Mujeres Afrodescendientes, 2007
- Premio Montevideana, otorgado por la Intendencia de Montevideo, 2008.